# Rossi Morreale
Rossi Morreale est né le 27 avril 1977 à Fort Smith en Arkansas. Il est le présentateur de plusieurs émissions télévisées dont "Foody Call", "Junkyard Wars", "Formula D", et "Sweat". Morreale est aussi connu pour son apparition dans la deuxième saison de l'émission de télé-réalité Temptation Island.

## Biographie
À l'université, il était le wide receiver des Arkansas Razorbacks.
Anciennement, Rossi présentait Sweat, une émission sportive, ou il interviewait des athlètes, parmi lesquels nous pouvons compter Shaquille O'Neal et Tony Hawk.
Après Sweat, Rossi présenta Junkyard Megawars en compagnie de Bobbi Sue Luther. Ses fans réagirent immédiatement, et plus l'audience de l'émission augmentait, plus sa popularité faisait de même. 
Rossi s'est même vu décerner une place dans la liste des 50 Hommes les plus sexys encore en vie.
Rossi devint ensuite présentateur du talk show Midnight Spike sur Spike TV avant de rejoindre Style Network.